# Myrmus
Myrmus är ett släkte av insekter. Myrmus ingår i familjen smalkantskinnbaggar.
Släktet innehåller bara arten Myrmus miriformis.

## Bildgalleri

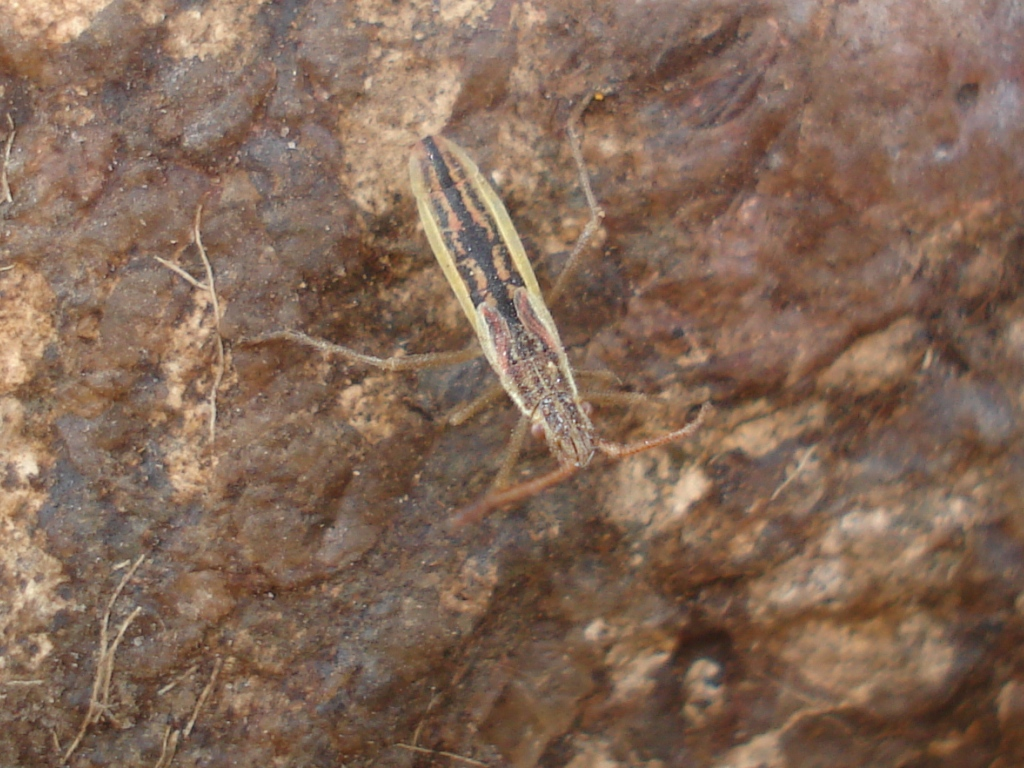
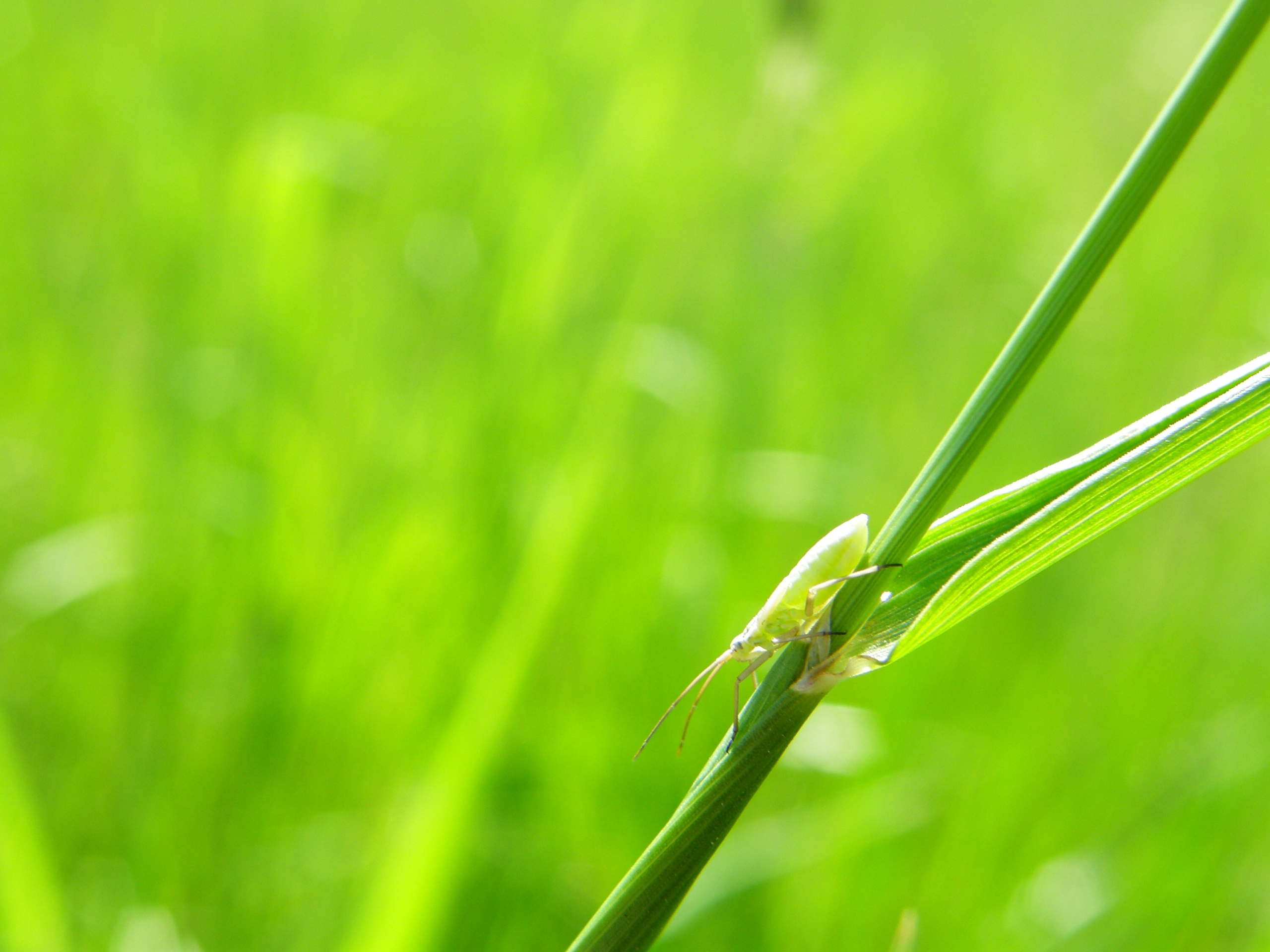